# Joseph Gungl

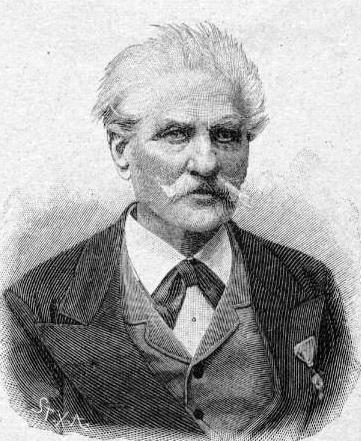
Joseph Gungl

Joseph Gungl, född 1 december 1809, död 1 februari 1889, var en ungersk-tysk danskompositör och dirigent.
Gungl har i Johann Strauss den äldre anda skrivit populära danser och marscher samt företagit talrika konsertturnéer med sitt eget kapell, varvid han 1871 även gästade Stockholm.